# FC 우니레아 우르지체니

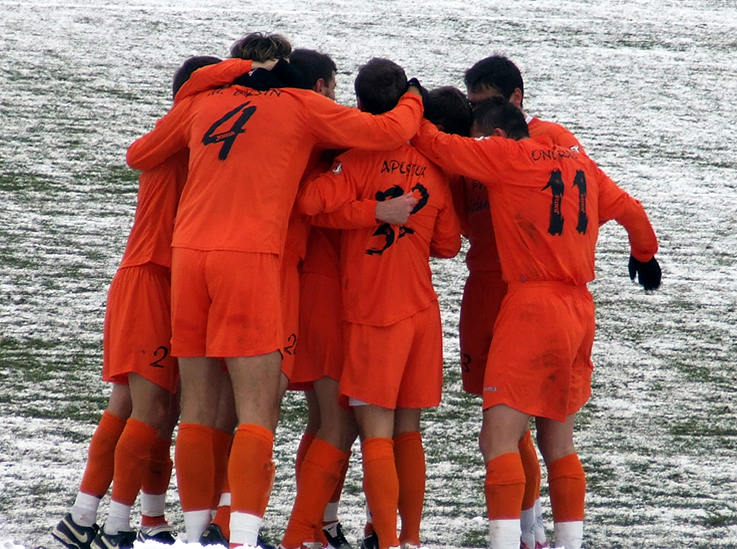

FC 우니레아 우르지체니(루마니아어: FC Unirea Urziceni)는 루마니아의 축구 클럽으로 루마니아의 남부인 이알로미차 주의 소도시 우르지체니를 연고지로 하고 있다. 우니레아 우르지체니는 1954년에 창단되었는데, 2005-06시즌에 2부 리그 플레이오프 우승을 하며 클럽 역사상 최초로 승격하여, 2006-07시즌부터 리가 I에 참가하고 있다. 2008-09시즌엔 클럽 역사상 최초로 우승을 차지하였다.
2011년 구단주의 지원중단으로 해체하였다.

## 역대 우승 기록
- 리가 I 우승

우승 (1): 2008-09
- 루마니아 컵 준우승

우승 (1): 2007-08

## 유럽 대회 결과
| 시즌    | 대회   | 라운드 | 클럽     | 1차전 | 2차전 |
| ------- | ------ | ------ | -------- | ----- | ----- |
| 2008-09 | UEFA컵 | 1회전  | 함부르크 | 0-0   | 0-2   |

- 굵은 글씨가 홈경기

## 역대 감독
| 감독          | 임기        |
| ------------- | ----------- |
| 단 페트레스쿠 | 2006 ~ 2009 |